# Belgique aux Jeux olympiques d'été de 1976
La Belgique participe aux Jeux olympiques d'été de 1976 à Montréal au Canada. 101 athlètes belges, 75 hommes et 26 femmes, ont participé à 80 compétitions dans 16 sports. Ils y ont obtenu six médailles : trois d'argent et trois de bronze.

## Médailles
| Médaille | Discipline | Épreuve                      | Athlète                                                              | Performance | Date |
| -------- | ---------- | ---------------------------- | -------------------------------------------------------------------- | ----------- | ---- |
| Argent   | athlétisme | 800 mètres hommes            | Ivo van Damme                                                        |             |      |
| Argent   | athlétisme | 1500 mètres hommes           | Ivo van Damme                                                        |             |      |
| Argent   | Cyclisme   | Kilomètre hommes             | Michel Vaarten                                                       |             |      |
| Bronze   | athlétisme | Marathon hommes              | Karel Lismont                                                        |             |      |
| Bronze   | Équitation | Saut d'obstacles individuel  | François Mathy                                                       |             |      |
| Bronze   | Équitation | Saut d'obstacles par équipes | Eric Wauters François Mathy Edgar-Henri Cuepper Stanny Van Paesschen |             |      |